# 林伯奏

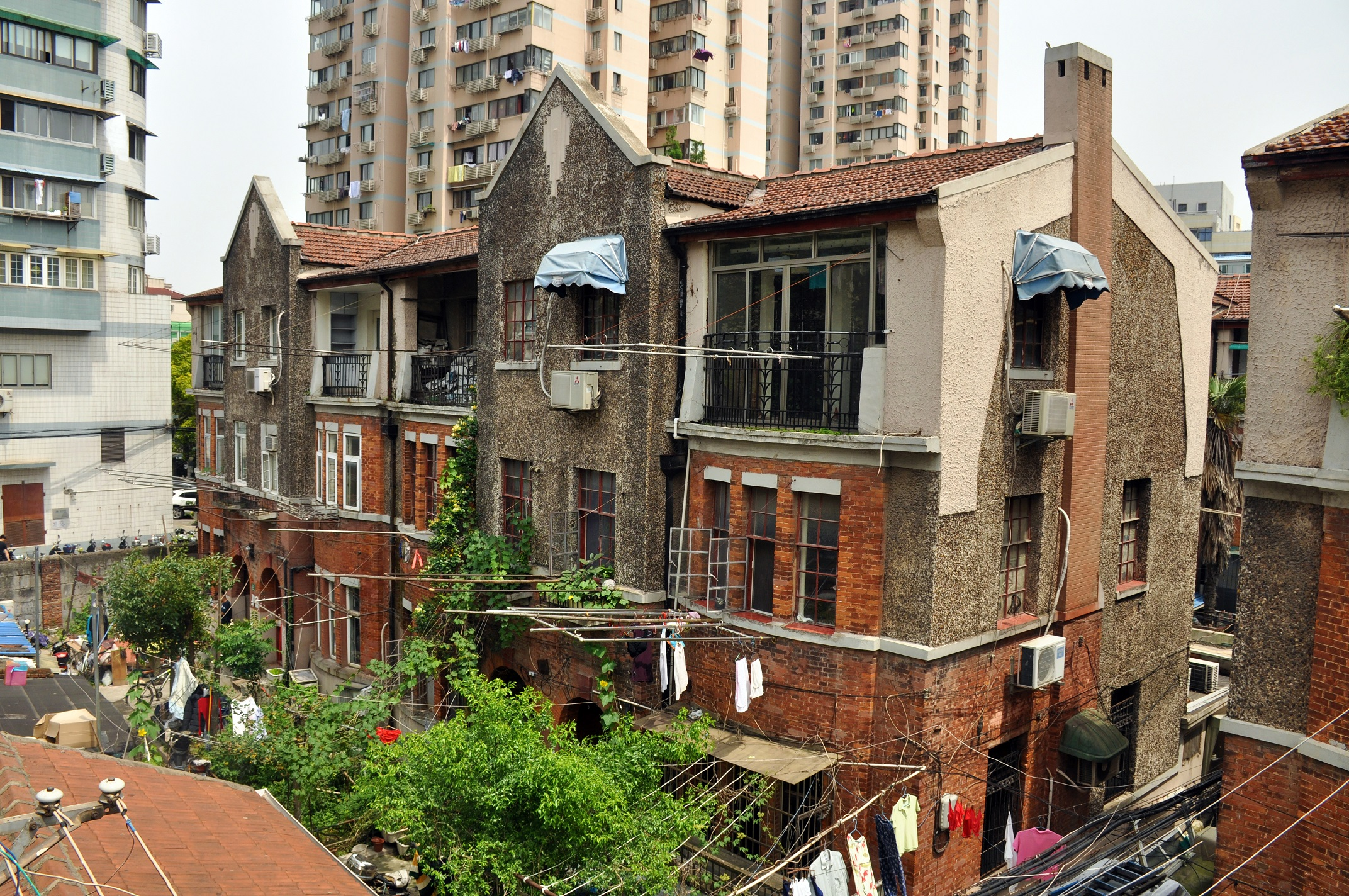
林伯奏投资建造的公园坊，其8号为连氏家族老宅

林伯奏（1897年—1992年），本名伯灶，後改名伯奏，彰化人，臺灣企業家與銀行家，曾任華南銀行總經理。

## 生平
林伯奏生於彰化縣，原出生於溪州劉姓人家，後被北斗林家領養。
少時自北斗公學校畢業，考取台北國語學校。1916年，考取日本東亞同文書院上海分校商學系，受林熊徵資助後至上海就讀。1919年畢業，是該校第一位台籍留學生。畢業後居住在上海日本租界，任職日本三井銀行上海分行，並經營房地產生意。林伯奏同時擔任了林熊徵之妻盛關頤在上海的秘書。
1946年，全家返回台灣。出任由林熊徵創辦的華南銀行第一任總經理。
1951年，創辦新亞實業。

## 家庭
其妻為連橫長女連夏甸。兩人生有子女八人，長女林文月為台大教授。次女林文英，嫁給黃大洲。